# Buccinum shiretokoensis
Buccinum shiretokoensis is een slakkensoort uit de familie van de Buccinidae. De wetenschappelijke naam van de soort is voor het eerst geldig gepubliceerd in 1976 door Habe & Ito.